# سفارة إيطاليا في أذربيجان
سفارة إيطاليا في أذربيجان هي أرفع تمثيل دبلوماسي لدولة إيطاليا لدى أذربيجان. تقع السفارة في باكو وهي تهدف لتعزيز المصالح الإيطالية في أذربيجان.

## وصلات خارجية
- قائمة سفارات إيطاليا
- قائمة السفارات في أذربيجان